# Бартенем
Бартене́м (фр. Bartenheim), также Бартенгейм, — коммуна на северо-востоке Франции в регионе Гранд-Эст (бывший Эльзас — Шампань — Арденны — Лотарингия), департамент Верхний Рейн, округ Мюлуз, кантон Брёнстат. До марта 2015 года коммуна административно входила в состав упразднённого кантона Сирентс (округ Мюлуз).
Площадь коммуны — 12,86 км², население — 3437 человек (2006) с тенденцией к росту: 3806 человек (2012), плотность населения — 296,0 чел/км².

## Население
Численность населения коммуны в 2011 году составляла 3746 человек, а в 2012 году — 3806 человек.
| 1962 | 1968 | 1975 | 1982 | 1990 | 1999 | 2005 | 2006 | 2010 | 2011 | 2012 |
| ---- | ---- | ---- | ---- | ---- | ---- | ---- | ---- | ---- | ---- | ---- |
| 1944 | 2022 | 2413 | 2452 | 2483 | 2913 | 3452 | 3437 | 3656 | 3746 | 3806 |

Динамика населения:

## Экономика
В 2010 году из 2483 человек трудоспособного возраста (от 15 до 64 лет) 1954 были экономически активными, 529 — неактивными (показатель активности 78,7 %, в 1999 году — 72,4 %). Из 1954 активных трудоспособных жителей работали 1812 человек (990 мужчин и 822 женщины), 142 числились безработными (72 мужчины и 70 женщин). Среди 529 трудоспособных неактивных граждан 141 были учениками либо студентами, 146 — пенсионерами, а ещё 242 — были неактивны в силу других причин.
На протяжении 2011 года в коммуне числилось 1563 облагаемых налогом домохозяйства, в которых проживало 3708,5 человек. При этом медиана доходов составила 31310 евро на одного налогоплательщика.